# Ореховец (Шмарје при Јелшах)
Ореховец (словен. Orehovec) је насељено место у општини Шмарје при Јелшах, Савињска регија, Словенија.

## Историја
До територијалне реорганизације у Словенији био је у саставу старе општине Шмарје при Јелшах.

## Становништво
У попису становништва из 2011. године, Ореховец је имао 52 становника.
| Број становника према пописима | Број становника према пописима | Број становника према пописима |
| ------------------------------ | ------------------------------ | ------------------------------ |
| 1991                           | 2002                           | 2011                           |
| 62                             | 66                             | 52                             |

Напомена: До 1955. исказивано под именом Шент Јанж на Подчетртку. Године 2010. извршена је мања размена територија између насеља Зибика, Ореховец и Сподње Тинско.